# لیناردو باریوس ریتا دوس مارتیرس
لیناردو باریوس ریتا دوس مارتیرس (به پرتغالی: Leandro Barrios Rita dos Martires) مهاجم اهل برزیل است که در شهر کوتیا و در تاریخ ۶ ژوئن ۱۹۸۶ به دنیا آمده‌است.
لیناردو باریوس ریتا دوس مارتیرس در تیم‌های فوتبال Portuguesa Santista سابقهٔ حضور دارد.